# Amosiet

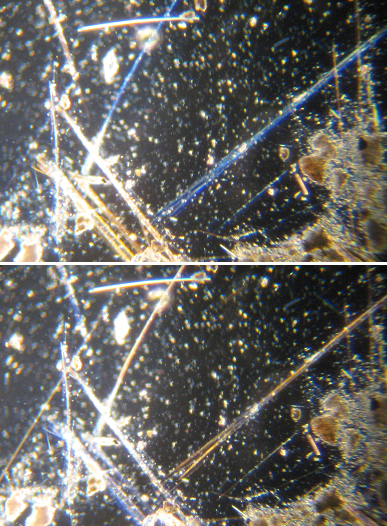
polarisatiekleuring van de amosietvezels.

Het mineraal amosiet is een magnesium-ijzer-silicaat met de chemische formule (Mg,Fe)7Si8O22(OH)2. Het inosilicaat behoort tot de amfibolen.

## Industriële toepassing
Het mineraal staat bekend als de grijsbruine variant van asbest en een in de industrie algemeen gebruikt synoniem van gruneriet dat voor het eerst gebruikt werd door Hall. Het amosiet beschreven door Peacock is een vezelachtig actinoliet of cummingtoniet. Naast chrysotiel en crocidoliet maakt amosiet slechts een klein deel uit van de asbestmineralen (<1%).